# Expedición de Umana y Leyba
La conocida como expedición de Umana y Leyba, fue una expedición no autorizada a las Grandes Llanuras, realizada en 1594 o 1595, liderada por dos colonos españoles, Umana y Leyba. Un indio, Jusepe Gutiérrez, fue el único sobreviviente de la expedición, que participó seis años más tarde como guía por el mismo territorio de la expedición de Juan de Oñate (1601).
La única fuente de información de esta expedición es el relato que habría hecho Jusepe a Oñate años más tarde, y que fue recogido en la narración que uno de sus capitanes, Gaspar Pérez de Villagrá, relató de la crónica de la conquista de Oñate de Nuevo México en su épica Historia de Nuevo México (1610).

## Antecedentes
En 1593, Antonio Gutiérrez de Umana (también escrito Humana) reclutó a Jusepe en Culiacán, México para que se uniese a él en una entrada (expedición) a lo que se convertiría en Nuevo México. En ese momento, el virrey de la Nueva España tenía la intención de autorizar una expedición oficial de colonización de Nuevo México. La expedición de Umana y su compañero, Francisco Leyba de Bonilla (también deletreado Leyva) era, por tanto, ilegal, y seguramente les atrajo los relatos sobre la existencia de ricas ciudades y reinos, la mítica Quivira.
Después de reclutar a Jusepe, Umana y Leyba encontraron algunos soldados y sirvientes españoles e indios en Santa Bárbara, Chihuahua y procedieron con la expedición viajando al norte en la futura provincia de Santa Fe de Nuevo México (fundada en 1598 por Oñate). Permanecieron allí cerca de un año entre los indios pueblo cerca del río Grande. En ese momento no había colonos españoles en Nuevo México, a pesar de que puede haber habido otros buscadores de fortuna y esclavistas que vivirían entre los pueblo.

## La expedición
Jusepe contó la historia de la expedición a Juan de Oñate.
Umana y Leyba y un número desconocido de soldados y sirvientes españoles e indios dejaron Nuevo México para explorar hacia el este, presumiblemente en busca de ricos reinos que se rumoreaba existían no lejos. Su ruta los llevó por el pueblo indio en Pecos y salieron a las Grandes Llanuras de Texas, donde se encontraron con los indios vaqueros (apaches). Encontraron numerosas rancherías, algunas de ellas abandonados, y rebaños de bisontes, el búfalo americano. Jusepe dijo que encontraron agua en abundancia en muchos pantanos, manantiales y arroyos, así como grandes cantidades de ciruelos y nogales. En algún momento se volvieron hacia el norte y cuanto más avanzaban, más abundancia había de bisontes. Después de viajar 45 días, cruzaron dos grandes ríos y más allá encontraron un gran asentamiento indio de diez leguas de largo (unos 40 km) y dos leguas de ancho. Uno de los dos ríos fluía a través del asentamiento.
Jusepe hizo una breve descripción del gran asentamiento. Las casas estaban construidas sobre una armazón de estacas con techos de paja. Estaban construidas juntas, separadas por caminos estrechos y, en algunos lugares, entre las casas había campos de maíz, calabazas y frijoles. Los habitantes del asentamiento recibieron a los españoles pacíficamente y les proporcionaron alimentos. Ellos dependían de la caza del bisonte, así como de la agricultura.
Dejando el asentamiento, tres días hacia el norte se encontraron con una multitud de búfalos, pero ningún asentamiento indio más. En ese momento estalló la discordia entre los líderes. Umana pasó una tarde y la mañana en su tienda, al parecer redactando su visión de la controversia y luego envió a un soldado, Miguel Pérez, a convocar a Leyba. Leyba llegó a la tienda de Umana, vestido solo con una camisa y pantalón. Umana «sacó un cuchillo de carnicero que llevaba en el bolsillo, desenvainó, y apuñaló al capitán Leyba dos veces». Leyba murió y fue enterrado rápidamente. Entonces Umana mostró unos papeles a sus hombres. Dijo que debido a que Leyba le había amenazado con darle una paliza con un palo le había matado.
La expedición continuó, alcanzando un río muy grande diez días más allá del gran asentamiento. El río tenía un cuarto de legua de ancho (más de 1 km), profundo y lento y no se atrevieron a cruzarlo. Aquí cinco de los indios, entre ellos Jusepe, desertaron. Tres se perdieron en las llanuras y los indios mataron a otro. Jusepe fue tomado prisionero por los apaches y vivió con ellos durante un año hasta que se escapó, o fue puesto en libertad, y se dirigió de regreso a Nuevo México. En ese momento (1596) Oñate y un gran grupo de colonos habían llegado a Nuevo México y Jusepe fijó su residencia en el Pueblo de San Juan Bautista. El 16 de febrero de 1599, Oñate lo entrevistó en relación con la entrada de Umana y Leyba.
Según relatos posteriores que hicieron algunos indios, Umana y los demás miembros de la expedición fueron asesinados por los indios 18 días después de estar en el gran asentamiento.: 261 

## Localización delgran asentamientoy elgran río
En 1601, Jusepe guio a Juan de Oñate, el fundador de Nuevo México y gobernador de la nueva colonia, en una gran expedición a las Grandes Llanuras. Oñate se dirigió a la misma zona donde habían ido Umana y Leyba. Encontraron el gran asentamiento que probablemente se encontraba ya fuese en el sitio de la actual Wichita (Kansas) o a lo largo del río Walnut [río nuez] en Arkansas City (Kansas). Los descubrimientos arqueológicos favorecen el río Walnut. Los habitantes del gran asentamiento eran casi con seguridad indios wichita, a quienes Oñate llamó más tarde rayados.
El gran río donde Jusepe había abandonado la expedición pudo haber sido el río Misuri, tal vez cerca de Kansas City. El Misuri tiene ahí unos 500 metros de ancho, no tan ancho como Jusepe estimó, pero es el río más grande al que se podría llegar en unos 10 días de viaje desde el gran asentamiento. Esta podría haber sido la primera visita conocida de europeos al río Misuri.
Lo que no encaja muy bien con esta posible ruta es el comentario de Jusepe de que tres días después del gran asentamiento se encontraron con «tal multitud de búfalos que la llanura —que estaba a nivel, porque no había montañas— estaba tan cubierta de ellos que estaban sorprendidos y asombrados por la vista». Si el gran asentamiento estaba en Wichita o Arkansas City, tres días de viaje hacia el río Misuri colocaría a la expedición en las rocosas y ondulantes Flint Hills, no en una llanura. Por otra parte, en tiempos históricos los bisontes eran más abundantes en las praderas de pastos cortos al oeste del meridiano 97° en lugar de en los pastos altos al este. Por eso, las contradicciones en el relato de Jusepe continuarán incitando a especulaciones.
Es posible que el gran río era el río Kansas que en época de crecida habría estado profundo y ancho. También se ha sugerido que podría haber sido el río Platte en Nebraska, pero eso requeriría una revisión importante de la ruta de Umana y Leyba y también la de Oñate y la ubicación del gran asentamiento.: 201 